# Acacimenus inequalis
Acacimenus inequalis är en insektsart som beskrevs av Chandrasekhara A. Viraktamath 1999. Acacimenus inequalis ingår i släktet Acacimenus och familjen dvärgstritar. Inga underarter finns listade i Catalogue of Life.